# 469 Argentina
469 Argentina là một tiểu hành tinh ở vành đai chính. Nó được xếp loại tiểu hành tinh kiểu P. Tiểu hành tinh này do Luigi Carnera phát hiện ngày 20.2.1901 ở Heidelberg, được đặt tên tạm là 1901 GE. và tên chính thức được đặt theo tên nước Argentina.
"469 Argentina" có thời gian quay vòng ước tính là 12,3 giờ.